# Schilpario
Schilpario ist eine italienische Gemeinde (comune) mit 1112 Einwohnern (Stand 31. Dezember 2023) in der Provinz Bergamo, Region Lombardei.

## Geographie
Die Gemeinde ist Teil der Comunità Montana di Scalve und liegt etwa 65 Kilometer entfernt von Bergamo. Sie grenzt an die Provinzen Brescia und Sondrio. Im Bergamasker Dialekt der lombardischen Sprache wird der Ort Schülpér genannt, ansonsten Schilpér.
Der Ort war bereits in der Blütezeit Roms von Bedeutung. Hier gab es Eisen- und Zinkvorkommen.

## Persönlichkeiten der Stadt
- Angelo Mai (1782–1854), Philologe und Kardinal
- Fabio Maj (* 1970), Skilangläufer

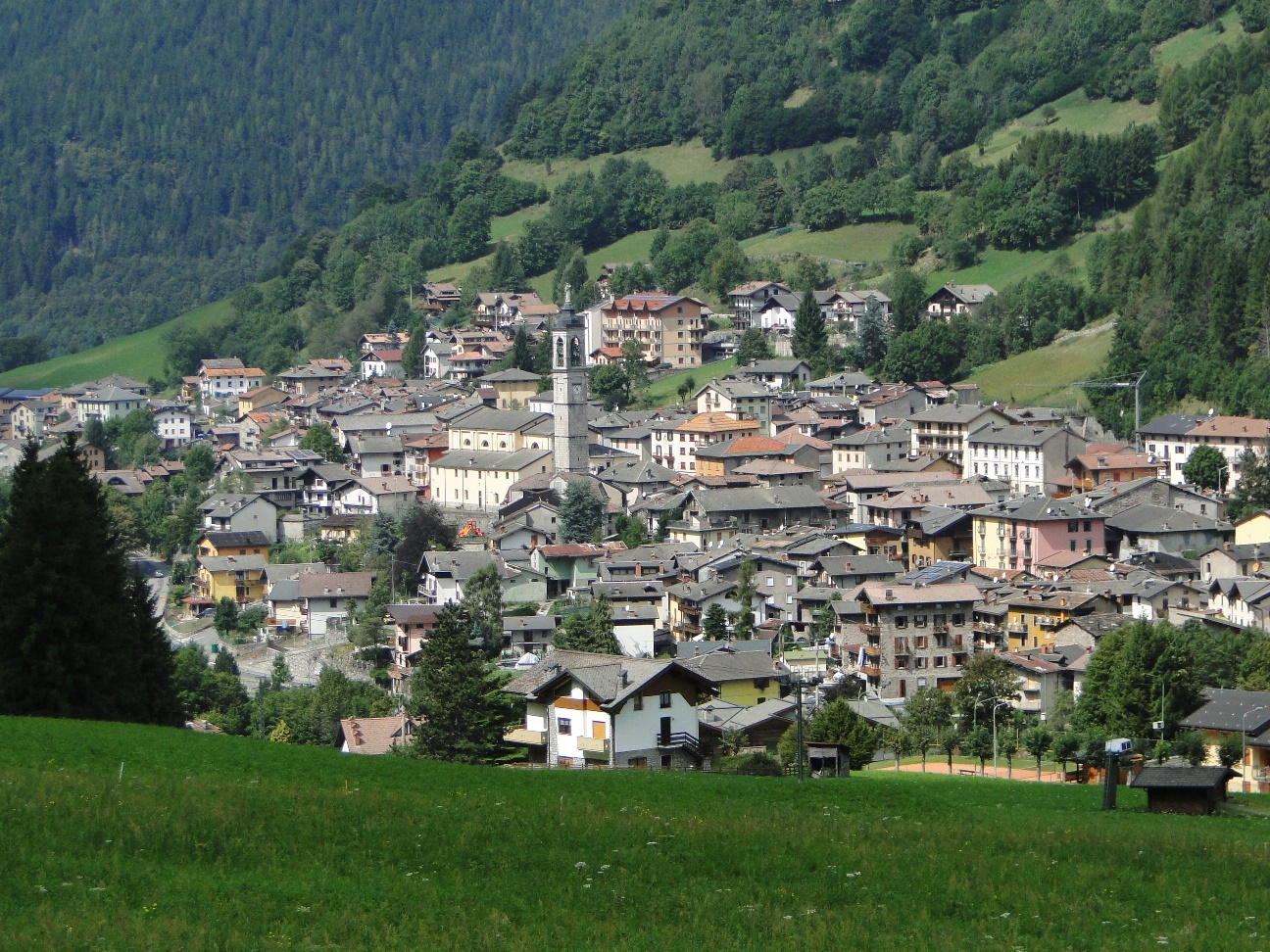
Schilpario
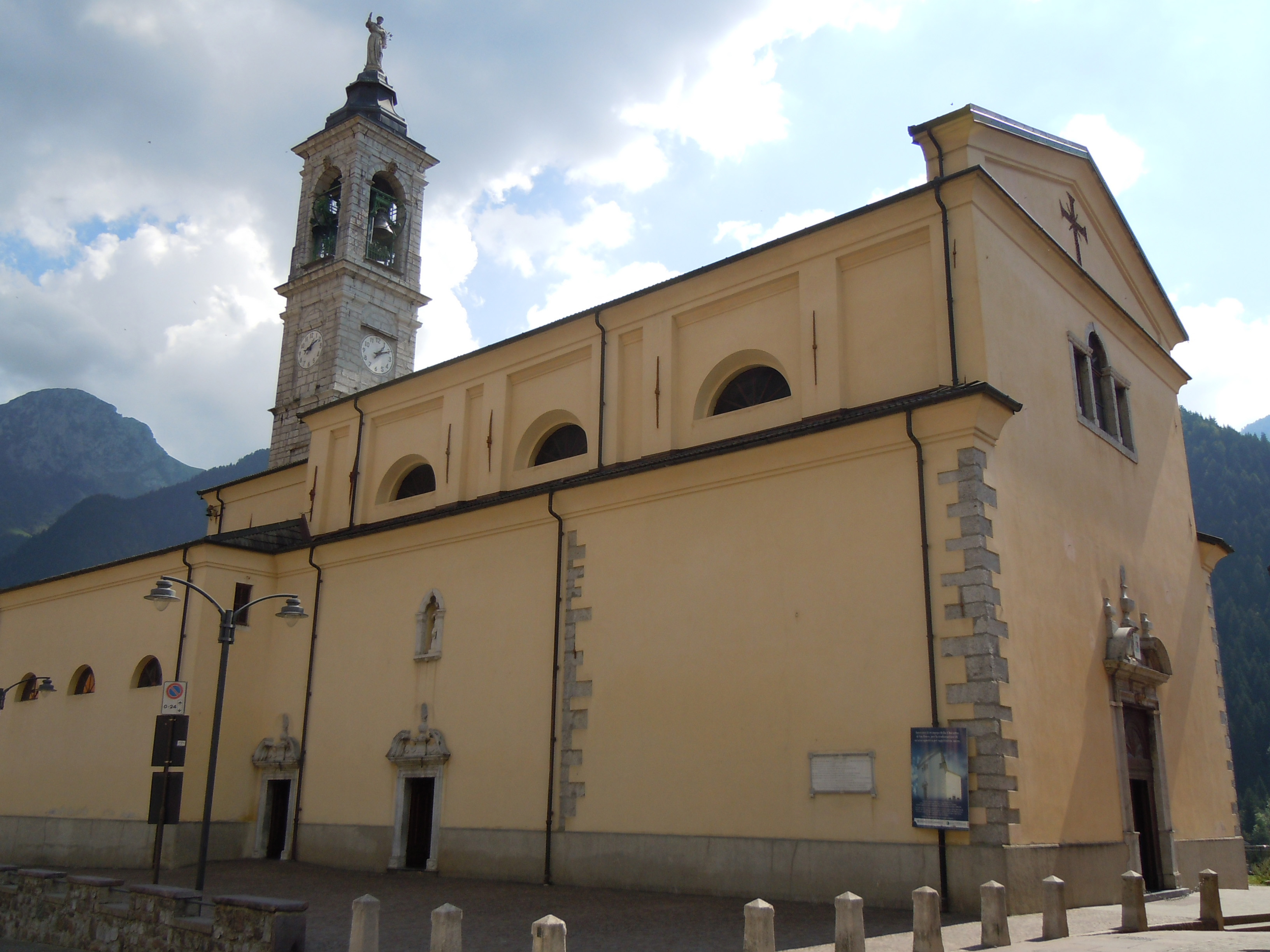
Pfarrkirche